# جان گریفیتس (بازیکن فوتبال، زاده ۱۹۵۱)
جان گریفیتس (انگلیسی: John Griffiths؛ زادهٔ ۱۶ ژوئن ۱۹۵۱) بازیکن فوتبال اهل بریتانیا است.
از باشگاه‌هایی که در آن بازی کرده‌است می‌توان به باشگاه فوتبال کیدرمینستر هاریرس اشاره کرد.